# Reino del otro mundo
El Reino Del Otro Mundo (RDOM) en inglés Other World Kingdom (OWK),  fue una micronación autoproclamada de BDSM y femdom,  también sirvió como complejo turístico, el que abrió sus puertas en 1996, utilizando las edificaciones y terrenos de un castillo del siglo XVI ubicado en el municipio de Černá en el distrito de Žďár nad Sázavou, República Checa. Aunque no fue reconocido por ningún otro país o nación, afirmaba tener su propia moneda, pasaportes, fuerza policial, tribunales, bandera estatal e incluso himno nacional.

## Historia
El Reino Del Otro Mundo fue fundado el 1 de junio de 1996, y estuvo accesible al turismo para 1997, después de dos años de construcción en que se invirtió 2 millones de Euros aproximadamente.
Proporcionaba un ambiente de dominación y sumisión en terrenos de un tamaño y consistencia no disponibles en ninguna otra instalación del mundo.
El terreno y los edificios se pusieron a la venta en 2008, con un precio de venta de ocho millones de Euros. Los detalles de la venta sugerían que la propiedad era adecuada para ser utilizada como hotel, restaurante o residencia. Al 2016, todavía estaba en venta. En 2020,  El Reino del Otro Mundo todavía posee dicha propiedad  y organiza eventos regularmente en la propiedad.
El 24 de mayo de 2016, la Reina Patricia I, creó el Imperio Womania y comenzó una recaudación de fondos para adquirir tierras que servirían como sede de la organización. El objetivo de Womania Empire es crear una nueva sociedad BDSM matriarcal similar a lo que fue RDOM.

## Gobierno
El Reino del Otro Mundo se autoproclamaba un matriarcado, donde gobernaban las mujeres. También tenía fuertes temas BDSM y de dominación femenina. El objetivo del estado fue declarado como "lograr que la mayor cantidad posible de criaturas masculinas estén bajo el dominio ilimitado de Mujeres Superiores en la mayor cantidad de territorio posible". El RDOM siempre se presentó como un estado; sin embargo, era una empresa privada con fines de lucro sin conexión con ningún estado soberano reconocido.
El Reino del Otro Mundo, supuestamente, estaba gobernado por la Reina Patricia I, una monarca absoluta cuya coronación tuvo lugar el 30 y 31 de mayo de 1997. Ella era capaz de modificar leyes y otras cuestiones legales. Sus otros roles incluían el de "Sublime Administradora Suprema" ("supervisión de todas las actividades dentro del Área y la Oficina de la Administradora Suprema"), "Sublime Administradora del Tesoro" (asuntos financieros) y de la corte de la reina y la guardia de la reina.
Debajo de la reina existía una serie de castas diferentes. Las primeras eran las “Damas Sublimes” o “Damas Ciudadanas”, quienes formaban la nobleza del Reino. Para convertirse en Dama Ciudadana, una mujer tenía que cumplir los siguientes requisitos:
- La mujer debía haber alcanzado la edad de consentimiento .
- Ser propietaria de al menos un esclavo varón.
- Obedecer los principios y leyes del Reino Del Otro Mundo.
- Enviar una solicitud de ciudadanía.
- Pasar al menos cinco noches en la zona del Palacio de la Reina.[20][21]

La siguiente casta era la de los Súbditos de la Reina. Se trataba de hombres que seguían las leyes del Reino De Otro Mundo, obedecían a la reina y pagaban sus impuestos, pero tenían algunos derechos como “libertad de viajar, poseer propiedades y negociar con ellas, tener hijos, cambiar de empleo, de empresa y manifestar su opinión”. La casta más baja era la de los “esclavos”. Se trataba de una casta compuesta por hombres que habían perdido todos sus derechos, eran propiedad de la reina o de las Damas Sublimes y eran considerados al nivel "de un animal de granja común ".
El sitio tenía una superficie de 3 hectáreas (7.4 acres), con varios edificios y una pista ovalada de 250 metros, un pequeño lago y zonas de césped. El edificio principal era el Palacio de la Reina, que era la residencia de la monarca, y contenía un salón de banquetes, una biblioteca, una sala del trono, cámara de torturas, una sala de clases, un gimnasio y una extensa mazmorra en el sótano, cuyas celdas se podían alquilar. En la Casa Grande se ofrece alojamiento adicional para los visitantes, incluidas las habitaciones de la condesa Elizabeth Báthory, equipadas con dos cámaras de tortura. Este edificio también albergaba una piscina, un pub, un restaurante y la discoteca Wanda. Las instalaciones al aire libre se completaban con un picadero cubierto con serrín y establos.